# Brock Bowers
Brock Allen Bowers (geboren am 13. Dezember 2002 in Napa, Kalifornien) ist ein US-amerikanischer American-Football-Spieler auf der Position des Tight Ends. Er spielte für die Georgia Bulldogs in der NCAA Division I Football Bowl Subdivision (FBS) und wurde in der ersten Runde des NFL Draft 2024 von den Las Vegas Raiders ausgewählt.

## Frühe Jahre und College
Bowers besuchte die Napa High School in Napa, Kalifornien, und wurde als Vier-Sterne-Rekrut und der drittbeste Tight End des Jahrgangs 2021 bewertet. Vor seiner letzten Saison entschied er sich, College Football für die Georgia Bulldogs der University of Georgia zu spielen. Jedoch wurde die Saison aufgrund der COVID-19-Pandemie mehrfach verlegt. Da die Saison seiner Highschool im Januar 2021 noch nicht begann, entschied er sich, die Highschool zu verlassen und in das Training am College einzusteigen.
Bowers wurde direkt zum Starter in seiner Freshman Saison ernannt. Bereits in seinem zweiten Spiel konnte er beim 56:7-Sieg gegen UAB seinen ersten Touchdown fangen, zwei Wochen später erlief er seinen ersten Touchdown gegen Vanderbilt. Beim 62:0-Sieg erzielte er drei Touchdowns, dabei fing er nur vier Pässe und hatte nur einen Laufversuch. Sein bestes Spiel hatte er im SEC Championship Game, als er bei der 24:41-Niederlage gegen Alabama zehn Pässe für 139 Yards und einen Touchdown fangen konnte. Am Ende der Saison konnte er einen neuen Rekord für die meisten gefangenen Touchdowns als Freshman in der Geschichte von Georgia aufstellen. Mit einer Bilanz von 11–1 qualifizierte er sich mit den Bulldogs für die College Football Playoffs. Nach einem überzeugenden 34:11-Sieg im Orange Bowl gegen Michigan erreichten die Bulldogs das College Football Playoff National Championship Game, wo man wieder auf Alabama traf. Dort konnte er spät im vierten Viertel den Touchdown zur 26:18-Führung fangen, bevor Kelee Ringo das Spiel mit einem Pick Six entschied und Georgia zum ersten Mal seit 1980 die National Championship gewann. Am Ende der Saison wurde er in das First-Team All-SEC gewählt.

### College-Statistiken
| Saison                       | Team     | Spiele | Passspiel | Passspiel | Passspiel | Passspiel | Laufspiel | Laufspiel | Laufspiel | Laufspiel |
| Saison                       | Team     | Spiele | Rec       | Yds       | Avg       | TD        | Att       | Yds       | Avg       | TD        |
| ---------------------------- | -------- | ------ | --------- | --------- | --------- | --------- | --------- | --------- | --------- | --------- |
| 2021                         | Georgia  | 15     | 56        | 882       | 15,8      | 13        | 4         | 56        | 14,0      | 1         |
| 2022                         | Georgia  | 15     | 63        | 942       | 15,0      | 7         | 9         | 109       | 12,1      | 3         |
| 2023                         | Georgia  | 10     | 56        | 714       | 12,8      | 6         | 6         | 28        | 4,7       | 1         |
| Karriere                     | Karriere | 40     | 175       | 2538      | 14,5      | 26        | 17        | 193       | 10,2      | 5         |
| Quelle: sports-reference.com |          |        |           |           |           |           |           |           |           |           |

## NFL
In der ersten Runde des NFL Draft 2024 wurde Brock Bowers an Position 13 von den Las Vegas Raiders ausgewählt.
Seine erste NFL-Saison verlief mit gleich drei gebrochenen NFL-Rekorden überaus erfolgreich. Bereits in Woche 14 übertraf er die Bestmarke von 86 Passfängen eines Rookie-Tight-Ends, die Sam LaPorta von den Detroit Lions erst 2023 aufgestellt hatte, und hatte am Ende der Saison 112 Receptions vorzuweisen. Damit brach er gleichzeitig Puka Nacuas Rekord für die meisten Passfänge eines Rookies in der NFL-Historie (105 Passfänge im Jahr 2023). In Woche 17 übertraf er die bisherige Bestmarke von Mike Ditka aus dem Jahr 1961 für die meisten Receiving Yards eines Tight Ends im ersten Jahr. Er kam auf 1.194 Yards Raumgewinn. Für diese Leistungen wurde er am Ende der Saison sowohl für den Pro Bowl als auch für das First-Team All-Pro nominiert. Bei der Wahl zum Offensive Rookie of the Year belegte er Platz zwei hinter Jayden Daniels.

### NFL-Statistiken
| Saison                             | Team             | Spiele | Spiele  | Gefangen | Gefangen | Gefangen | Gefangen | Gefangen | Fumbles | Fumbles  |
| Saison                             | Team             | Gesamt | Starter | Pässe    | Yards    | Avg      | Lang     | TD       | Gesamt  | Verloren |
| ---------------------------------- | ---------------- | ------ | ------- | -------- | -------- | -------- | -------- | -------- | ------- | -------- |
| 2024                               | Raiders          | 17     | 16      | 112      | 1.194    | 10,7     | 57       | 5        | 0       | 0        |
| Gesamte Karriere                   | Gesamte Karriere | 17     | 16      | 112      | 1.194    | 10,7     | 57       | 5        | 0       | 0        |
| Quelle: pro-football-reference.com |                  |        |         |          |          |          |          |          |         |          |

## Persönliches
Seine Schwester Brianna spielt Softball für die Sacramento State Hornets der Sacramento State University.